# Godfried II van Villehardouin
Godfried II van Villehardouin (1195-1245) was net als zijn vader Godfried I van Villehardouin een uitstekend administrator. Hij maakte van Mystras zijn hoofdstad en onder zijn bestuur beleefde het vorstendom Achaea zijn grootste bloei. Hij bouwde onder meer het indrukwekkende kasteel van Chlemoutsi.
Godfried II was in 1217 getrouwd met Agnes, een dochter van Peter II van Courtenay, maar overleed kinderloos in 1246 en werd opgevolgd door zijn jongere broer Willem II van Villehardouin.